# Primavera in anticipo (It Is My Song)
Primavera in Anticipo (It Is My Song) este o piesă pop cântată de cântăreața italiană de muzică soul, Laura Pausini și de cântărețul britanic James Blunt. Piesa a fost lansată pe 2 ianuarie 2009. Single-ul a avut un mare succes în Europa, chiar dacă nu a fost lansat și în Marea Britanie sau Irlanda.

## Track-listing
CDS - Promo Warner Music Europe
1. Primavera in anticipo (It Is My Song) (cu James Blunt)

CDS - Promo Warner Music Mexico
1. Primavera anticipada (It Is My Song) (cu James Blunt)

CDS - 5051865353522 Warner Music Italy
1. Primavera in anticipo (It Is My Song) (cu James Blunt)
2. Primavera in anticipo
3. Invece no

CDS - Warner Music Mexico
1. Primavera anticipada (It Is My Song) (cu James Blunt)
2. Primavera in anticipo (It Is My Song) (cu James Blunt)
3. Primavera anticipada

Descărcare digitală
1. Primavera in anticipo (It Is My Song) (cu James Blunt)
2. Primavera in anticipo
3. Primavera anticipada (It Is My Song) (cu James Blunt)
4. Primavera anticipada

## Clasament
| \| Clasament (2009) \| Poziție vârf \| \| --------------------------------------------- \| ------------ \| \| Austria (Ö3 Austria Top 40)[4] \| 1 \| \| Belgia (Ultratip Flanders)[5] \| 9 \| \| Belgia (Ultratop 50 Wallonia)[6] \| 23 \| \| European Hot 100[7] \| 66 \| \| Germania (Media Control Charts)[8] \| 16 \| \| Italia (FIMI)[9] \| 5 \| \| Italy Airplay (Music Control)[10] \| 2 \| \| Spania (PROMUSICAE)[11] \| 21 \| \| Elveția (Schweizer Hitparade)[12] \| 5 \| \| Switzerland Airplay (Schweizer Hitparade)[13] \| 2 \| | 1. 2. 3. 4. 5. 6. 7. 8. 9. 10. 11. 12. 13. |
| Clasament (2009) | Poziție vârf                               |
| Austria (Ö3 Austria Top 40) | 1                                          |
| Belgia (Ultratip Flanders) | 9                                          |
| Belgia (Ultratop 50 Wallonia) | 23                                         |
| European Hot 100 | 66                                         |
| Germania (Media Control Charts) | 16                                         |
| Italia (FIMI) | 5                                          |
| Italy Airplay (Music Control) | 2                                          |
| Spania (PROMUSICAE) | 21                                         |
| Elveția (Schweizer Hitparade) | 5                                          |
| Switzerland Airplay (Schweizer Hitparade) | 2                                          |